# کومار بیرلا
کومار بیرلا (به انگلیسی: Kumar Birla) (زاده ۱۲ ژوئن ۱۹۶۷) کارآفرین، حسابدار و مدیر ارشد اجرایی هندی است، که در حال حاضر به‌عنوان مدیر عامل اجرایی و رئیس هیئت مدیره گروه ادیتیا بیرلا فعالیت می‌نماید.
وی هم‌اکنون (۲۰۱۴) با دارایی خالص ۷٫۶ میلیارد دلار در رتبه ششم از فهرست ثروتمندترین افراد هند قرار دارد.